# The Lab
The Lab est un jeu vidéo de réalité virtuelle développé et édité par Valve le 5 avril 2016 sur Windows. Il utilise la technologie et dispositif HTC Vive pour présenter une série d'expériences de jeu accédées par une salle de moyeu. Le jeu est défini dans l'univers Portal et offre huit types de jeux différents qui impliquent de courtes expériences de démonstration qui utilisent différents aspects des capacités de la réalité virtuelle. La variété est également offerte au-delà des expériences elles-mêmes par la quantité d'interactabilité avec les objets dans l'environnement qui est inclus,,,,.